# Сёдертелье Кингз
«Сёдертелье Кингз» — шведский профессиональный баскетбольный клуб из города Сёдертелье, Швеция. Клуб является 8-кратным чемпионом Швеции.

## Сезоны
| Сезон   | Лига        | Уровень | Рег.Чемп. | Плей-Офф | Еврокубки             |
| ------- | ----------- | ------- | --------- | -------- | --------------------- |
| 2012-13 | Баскетлиген | 1       | 3         | Чемпион  | Гр.этап Еврочелленджа |
| 2013-14 | Баскетлиген | 1       | 1         | Чемпион  | Гр.этап Еврочелленджа |
| 2014-15 | Баскетлиген | 1       | -         | -        | Гр.этап Еврочелленджа |
| 2015-16 | Баскетлиген | 1       | -         | -        | Кубок ФИБА Европа     |